# Liste des épopées
L'article liste des épopées vise à recenser toutes les épopées, de toute époque, de toute nation, de tout pays, à l'exclusion des romans épiques en prose.

## Europe

### Grèce
- L'Iliade (écrite au VIIIe siècle av. J.-C., mais ses origines remontent au IIe millénaire av. J.-C., traditionnellement attribuée à Homère)
- L'Odyssée (fin du VIIIe siècle av. J.-C., traditionnellement attribuée à Homère)
- Éthiopide (vers 640, attribué à Arctinos de Milet)
- Retours (en latin, vers 650-600)* Œdipodie (vers -650, attribué à Cinéthon de Sparte)
- Catalogue des femmes ou Éhées (vers - 600-500)
- Le Bouclier d'Héraclès (vers -580)
- Télégonie (vers - 580-560, attribué à Eugammon de Cyrène)
- Alcméonide (vers -580)
- Chants cypriens (vers 550)
- Naupacties (vers -550)
- Argonautiques (vers -250, Apollonios de Rhodes)
- Épopée de la Messénie (vers 180, attribuée à Eschyle d'Alexandrie)
- Suite d'Homère (vers 280-320) de Quintus de Smyrne
- Chants acritiques (en) (Akrites, soldats des frontières orientales de l'Empire byzantin)
- Digenis Akritas (vers 1120-1180)
- Erotókritos (vers 1600, Vicenzos Kornaros

### Italie
- latin : épopées de langue latine (> 20)
  - Bellum Punicum (vers -205)
  - De rerum natura (entre -70 et -50)
  - Géorgiques (-29 / -26 ?)
  - Énéide (entre -29 et -19)
  -  Métamorphoses (avant 10)
  - Pharsale (vers 30-40)
  - Iliade latine (60-70)
  - Argonautiques (70-90)
  -  Punica (80-90)
  - Thébaïde (vers 90)
  - Achilléide (vers 95)
  - Carmen Campidoctoris (en) (vers 1083)
  - L'Alexandréide (1180)
  -  Africa (1341)
  - Liber ad honorem Augusti (1196)

- italien(s)
  - Divine Comédie (1303-1321, Dante Alighieri)
  - Morgante (1460-1479, Luigi Pulci)
  - Orlando furioso (1505-1532, L'Arioste)
  - L'Amadigi (1560, Bernardo Tasso)
  - La Jérusalem délivrée (1581, Le Tasse)
  - Les Animaux parlants (1802, Giovanni Battista Casti)

### Celtes
- Domaine irlandais (Littérature irlandaise)
  - Mythologie celtique irlandaise
  - Cycle mythologique : Cath Maighe Tuireadh, Oidheadh Chloinne Tuireann, Lebor Gabála Érenn (11e)
  - Cycle historique ou Cycle des Rois
  - Cycle d'Ulster : Immram, Echtra, Tuatha Dé Danann
  - Cycle fenian ou ossianique ou Leinster
  - Táin Bó Cúailnge, Táin Bó Flidhais (en), Táin Bó (en)

- Domaine gallois (Littérature celtique galloise), Œuvres littéraires médiévales en gallois
  - Mabinogion, dont : Lludd a Llefelys, Culhwch ac Olwen

### Europe du Nord
- Domaine anglophone : poèmes épiques en anglais (<60)
  - Beowulf (vers 800-900)
  - Fragment de Finnsburh
  - Waldere
  - Troïlus et Criseyde (1380)
  - La Reine des fées (1590)
  - Gondibert (1650)
  - Le Paradis perdu (1667, John Milton)
  - Le Paradis retrouvé (en) (1671, John Milton)
  - Le Prince Arthur, un poème héroïque en dix livres (1695, Richard Blackmore)
  - Le Roi Arthur, un poème héroïque en douze livres (1697, Richard Blackmore)
  - Milton, poème en deux livres (en) (1804-1810, William Blake)
  - Le Réveil de la reine (en) (1813, James Hogg)
  - Les Pélerins du Soleil (en) (1814, James Hogg)
  - Hyperion (1820, John Keats)
  - Queen Hynde (en) (1825, James Hogg)
  - La Lumière de l'Asie (1879, Edwin Arnold)
  - The Song Celestial (en) (1885, Edwin Arnold)
  - La Ballade du cheval blanc (en) (1911, G. K. Chesterton, USA)
  - Le Corps de John Brown (1928, Stephen Vincent Benét, USA)
  - The People, Yes (en) (1936, Carl Sandburg, USA)
  - The Great South Land: An Epic Poem (en) (1951, Rex Ingamells, Australie)
  - La Bannière de Jeanne (en) (1975, H. Warner Munn (en), USA)

- Domaine écossais
  - Marmion (1808, Walter Scott)

- Domaine germanique
  - Heliand (vers 830, en vieux-saxon)
  - Chanson de Walther (vers 930, en latin)
  - Der Busant ou Der Bussard (vers 1074)
  - Erec (vers 1180-1190, Hartmann von Aue)
  - Chanson de Gudrun (vers 1200)
  - Chanson des Nibelungen (Nibelungenlied, 1203-1205)
  - Parzival (vers 1210, Wolfram von Eschenbach)
  - La Messiade (1748, Friedrich Gottlieb Klopstock)
  - Oberon (1780, Christoph Martin Wieland)
  - La Montagne volante (2006, Christoph Ransmayr)

- Domaine islandais
  - Edda poétique (Codex Regius)
    - Völuspá, Völundarkviða
    - Brot af Sigurðarkviðu, Þrymskviða, Fáfnismál, Sigrdrífumál, Reginsmál

  - Sagas des Islandais
    - 13e : Saga de Njáll le Brûlé, Saga des alliés (Bandamanna saga, Saga d'Egill, fils de Grímr le Chauve, Saga d'Erik le Rouge, Saga Eyrbyggja, Saga des Féroïens, Saga des frères jurés, Saga de Gísli Súrsson, Grœnlendinga saga, Saga de Gunnlaugr Ormstunga, Saga de Hrafnkell, Saga de Kormakr, Saga de Laxdæla...
    - 14e : Saga de Finnbogi le Fort, Hávarðar saga Ísfirðings
    - 15e : Droplaugarsona saga, Droplaugarsona saga...
    - 16e : Saga de Fljótsdæla

### Espagne et hispanophonie
- Cantar de Mio Cid (vers 1200)
- Cantar de Roncevaux (découvert en 1916)
- Mocedades de Rodrigo (es) (vers 1360)
- La Araucana (1569-1589, Alonso de Ercilla, sur le Chili)
- La Argentina (1602, Martín del Barco Centenera)
- Martín Fierro (1872, José Hernández, Argentine)
- L'Atlàntida (en) (1877, Jacint Verdaguer, en catalan)
- Tabaré (1886, Juan Zorrilla de San Martín, Uruguay)
- I Am Joaquin (en) (années 1960, USA, Chicano Movement)

### Portugal et lusophonie
- Les Lusiades (1556, Luís de Camões)
- Un Voyage en Inde (2010, Gonçalo M. Tavares)

### France et francophonie
- Sélection d'épopées en français
- Matière de Rome
  - Roman d'Alexandre (1110-1120, par Albéric de Pisançon peut-être)
  - Début du cycle des Sept Sages de Rome (1155)
  - Roman de Thèbes (v. 1155), réécriture du mythe antique d'Étéocle et de Polynice, d'après La Thébaïde de Stace
  - Roman d'Énéas (v. 1156), réécriture de l'histoire d'Énée d'après l'Énéide de Virgile
  - Roman de Troie (1160-1170, version en vers de Benoît de Sainte-Maure)
  - Roman d'Alexandre (1170-1180 par Alexandre de Paris, le premier texte en dodécasyllabes, d'où son appellation postérieure de vers alexandrin)
  - Roman d'Éracle (1177, Gautier d'Arras)
  - Roman de Troie (v. 1225, en prose)
- Matière de Bretagne : Légende arthurienne, Liste d'œuvres concernant le cycle arthurien, dont
  - Chrétien de Troyes : Érec et Énide (1160-1164), Cligès (1176), Yvain ou le Chevalier au lion (vers 1176), Lancelot ou le Chevalier de la charrette (1176-1181), Perceval ou le Conte du Graal (1180-1190)
  - Roman de Jaufré (1180-1230, en occitan)
- Matière de France
  - Geste du roi : Chanson de Roland, Mainet, Aspremont, Fierabras
  - Cycle de Guillaume d'Orange : Chanson de Guillaume, Girart de Vienne, Aimeri de Narbonne, Les Narbonnais,Enfances Guillaume, Couronnement de Louis, Charroi de Nîmes, Prise d'Orange, Enfances Vivien, Chevalerie Vivien, Aliscans, Renier, Enfances Renier, Galien le Restoré, Bueve de Commarchis...
  - Cycle de Doon de Mayence ou Cycle des barons révoltés : Raoul de Cambrai, Renaut de Montauban ou les Quatre Fils Aymon, Doon de Mayence, Gaufrey, Doon de la Roche, Girart de Roussillon, Auberi le Bourguignon, Huon de Bordeaux, Aubéron, Esclarmonde, Clarisse et Florent, Yde et Olive, Gormont et Isembart, Tristan de Nanteuil...
- Geste des Lorrains...
- Cycle de la croisade : Chanson d'Antioche, Chanson de Jérusalem, Chevalier au cygne...
- Chanson de la croisade albigeoise (1208-1219)
- La Belle Hélène de Constantinople (14e)
- La Franciade (vers 1570, Pierre de Ronsard)
- Les Tragiques (1616, Théodore Agrippa d'Aubigné)
- Virgile travesti (1648-1653, Paul Scarron)
- Épopées chrétiennes
  - Saint-Louys ou la Sainte Couronne reconquise (1653-1658, Pierre Le Moyne)
  - Moyse sauvé (1653, Saint-Amant)
  - Alaric ou la Rome vaincue (1654, George de Scudéry)
  - Saint Paul (1654, Antoine Godeau)
  - La Pucelle ou la France délivrée (1656, Jean Chapelain)
  - Clovis ou la France chrétienne (1657-1673, Jean Desmarets de Saint-Sorlin)
- Le Lutrin (1672-1674, Nicolas Boileau)
- La Henriade (1723, Voltaire)
- La Panhypocrisiade (1819, Népomucène Lemercier)
- L'Orléanide (1819, Le Brun de Charmettes, Jeanne d'Arc)
- Le Dernier des Césars (1819, Comte de Vaublanc, chute de l'Empire romain d'Orient)
- La Byzanciade (1822, Roux de Rochelle)
- Éloa ou la Sœur des anges (1824, Alfred de Vigny)
- Mirèio (1859, Frédéric Mistral, en provençal)
- La Fin de Satan (1854-1880, Victor Hugo)
- La Légende des siècles (1855-1876, Victor Hugo)
- La Légende d'un peuple (1887, Louis-Honoré Fréchette)

### Europe de l'Est
- Byline, poésie narrative héroïque de la Russie ancienne
  - Cycle de Kiev : Prince Vladimir, Ilya Mouromets, Aliocha Popovitch, Dobrynia Nikititch, Vassilissa Mikoulichna, Duc Stépanovitch, Dounaï Ivanovitch, Solovieï Boudimirovitch, Iegor Sviatogor
  - Cycle de Novgorod : Sadko, Mikoula Selianinovitch, Vassily Bouslaïev, Volga Sviatoslavitch
- Le Dit de la campagne d'Igor (découvert en 1795)
- Épopée de Duma (en ukrainien)
- Épopée des oubliés (en) (1881-1884, Ivan Vazov, en bulgare)
- Le Baptême sur la Savica (en)(1835-1836 , France Prešeren, en slovène)
- Judita (en) (1501, Marko Marulić, en croate)
- La Couronne de montagne (en) (1846, Petar II Petrović-Njegoš, en monténégrin)
- La Guerre de Chocim (1669-1672, Wacław Potocki, en polonais)
- Messire Thadée ou Pan Tadeusz (1834, Adam Mickiewicz, en polonais)
- Péril de Sziget (1651, Miklós Zrínyi, en hongrois)
- Le Chevalier à la peau de panthère (vers 1200, Chota Roustavéli, en géorgien)
- David de Sassoun (en arménien)
- Kalevipoeg (en estonien, compilée en 1857 par Friedrich Robert Faehlmann)
- Lāčplēsis (1872-1887, Andrejs Pumpurs, en letton)
- Lahuta e Malcís (Le Luth des hautes montagnes) (1937, Gjergj Fishta, en albanais)
- Manuscrits de Dvůr Kralové et Zelená Hora (en vieux slave, possible faux)

## Asie

### Moyen-Orient et Asie centrale
- Épopée de Gilgamesh (en akkadien)
- Enuma Elish (en akkadien)
- Descente d'Inanna aux Enfers (en sumérien et akkadien)
- Épopées turcophones
  - Akbuzat (bachkir)
  - Alpamych (turcophone)
  - Épopée de Manas (kirghize)
  - Kojojash (en) (kirghize)
  - Koroghlou (turcophone)
  - Livre de Dede Korkut
  - Kutadgu Bilig
  - Le Rêve d'Osman (en vieux turc)
- Littérature épique en arabe (en)
  - Roman de Baïbars (en arabe ottoman)
  - Épopée des Hilaliens (en arabe)
  - Majnoun et Leila (en arabe et autres langues)
  - Chach Nama (en) ou Tareekh al-Hind wa a's-Sind (traduit en sindhi, persan, ourdou)

### Inde
- Épopées en sanskrit
- Mahābhārata (Vyāsa)
- Ramayana (Vâlmîki)
- Raghuvaṃśa (vers 400, Kâlidâsa)
- Kumārasambhava (vers 400, Kâlidâsa)
- Ṛtusaṃhāra (vers 400, Kâlidâsa)
- Cinq grandes épopées (en tamoul) (en) : Silappatikaram (vers -200, Ilango Adigal), Manimekalai (en), Cīvaka Cintāmaṇi (en), Valayapathi (en), Kundalakesi (en)

### Perse - Iran
- Épopées en persan
- Shâh Nâmeh ou Livre des Riis (vers 1000, de Ferdowsi)
- Samak-é ʿAyyar (vers 1130-1170)
- Hamzanama (vers 750-850) (également en ourdou)
- Vis et Ramin (vers 1030, Fakhreddine Assad Gorgani)

### Extrême-Orient
- Chroniques des Trois Royaumes (mandarin)
- Épopée du roi Gesar (tibétain classique)
- Le Cycle épique des Taïra et des Minamoto : Hōgen monogatari, Heiji monogatari, Heike monogatari (vers 1320-1370, en japonais, en partie grâce à Akashi Kakuichi)
- Jewang Ungi (1287, en coréen)
- Kim-Vân-Kiêu (vers 1800, Nguyễn Du, en vietnamien)
- Kutune Shirka (en), une des épopées yukar des Aïnous (ethnie du Japon et de Russie)

## Amérique
- Évangéline (1847, Henry Longfellow, USA, anglo-américain) sur l'Acadie et les Acadiens
- Le Chant de Hiawatha (1854-55, Henry Longfellow, USA, anglo-américain) sur les Iroquois
- Martín Fierro (1872, José Hernández, Argentine, espagnol)
- Tabaré (1886, Juan Zorrilla de San Martín, Uruguay, espagnol)
- La Légende d'un peuple (1887, Louis-Honoré Fréchette, français) sur le Québec
- Canto General (1938-1950, Pablo Neruda, Chili, espagnol)

## Afrique
- Épopées en mandingue : Épopée de Soundiata
- Épopée Fang-Beti-Bulu : Épopée Ékang du Mvett
- Épopée des Nyanga : Épopée Mwendo
- Épopées en bambara : Épopée bambara de Ségou, Donso Nciba
- Épopées en peul : Samba Guéladio Diégui, Épopée de Silâmaka et Poullôri, Geste de Ham-Boɗeejo
- Épopées Duala : Épopée de Djéki-La-Njambé
- Épopée Lega : Épopée de Mubila
- Épopée Mbedé Teké Obamba : Épopée Olendé
- Utendi wa Tambuka (vers 1724, en swahili)
- Kebra Nagast (vers 1230, en guèze)